# Yvonne Šebesťáková
Yvonne Šebesťáková (rozená Cockell, 1920 Londýn – listopad 2017) byla rodilá Angličanka, která se provdala za českého parašutistu Karla Šebesťáka a v roce 1945 s ním přijela do Prahy. Uplatnila se významnou měrou při výuce angličtiny, a to zejména v oboru tlumočnictví a překladatelství v rámci pražské Univerzity 17. listopadu (do jejího zrušení v roce 1974).
V 60. a 70. letech 20. století se podílela na pořizování zvukových nahrávek na gramodeskách a magnetofonových páskách pro výuku anglického jazyka, působila i v televizi. Její jméno se v této souvislosti objevuje v jedné písni Jiřího Šlitra. Jako herečka hrála v roce 1947 ve filmu Dravci, kde hrála manželku disponenta Hrubého (Otomar Krejča) Catherine, která je nespokojená se životem v Československu.
Životní příběh Yvonne Šebesťákové a pohled na život v socialistickém Československu je zaznamenán v Paměti národa.